# Puchar Europy w bobslejach 2024/2025
Puchar Europy w bobslejach 2024/2025 – kolejna edycja tej imprezy. Cykl rozpoczął się 19 grudnia 2024 r. w austriackim Innsbrucku, a zakończył 28 lutego 2025 r. na torze w szwajcarskim Sankt Moritz. Zgodnie z regulaminem IBSF wśród rozgrywanych konkurencji znalazły się: monoboby kobiet, dwójki kobiet, dwójki mężczyzn oraz czwórki mężczyzn. Prowadzono też klasyfikacje kombinacji, które łączą w sobie monoboby i dwójki (kobiety) oraz dwójki i czwórki (mężczyźni).

## Kalendarz Pucharu Europy
| Lp. | Data                      | Miejscowość  | Konkurencja                   | 1. miejsce                                                                   | 2. miejsce                                                                | 3. miejsce                                                                                |
| --- | ------------------------- | ------------ | ----------------------------- | ---------------------------------------------------------------------------- | ------------------------------------------------------------------------- | ----------------------------------------------------------------------------------------- |
| 1.  | 19–21 grudnia 2024        | Innsbruck    | Monoboby kobiet (19.12.2024)  | Maureen Zimmer                                                               | Debora Annen                                                              | Kristen Bujnowski                                                                         |
| 1.  | 19–21 grudnia 2024        | Innsbruck    | Dwójki kobiet (20.12.2024)    | Niemcy Charlotte Candrix · Lena Brunnhübner                                  | Australia Bree Walker · Kiara Reddingius                                  | Niemcy Maureen Zimmer · Lena Neunecker                                                    |
| 1.  | 19–21 grudnia 2024        | Innsbruck    | Dwójki kobiet (21.12.2024)    | Australia Bree Walker · Kiara Reddingius                                     | Polska Linda Weiszewski · Klaudia Adamek                                  | Niemcy Charlotte Candrix · Lena Brunnhübner                                               |
| 1.  | 19–21 grudnia 2024        | Innsbruck    | Dwójki mężczyzn (19.12.2024)  | Niemcy Maximilian Illmann · Jörn Wenzel                                      | Niemcy Hans Peter Hannighofer · Tim Becker                                | Niemcy Tobias Dostthaler · Alexander Schaller                                             |
| 1.  | 19–21 grudnia 2024        | Innsbruck    | Czwórki mężczyzn (20.12.2024) | Niemcy Maximilian Illmann · Felix Dahms · Eric Strauß · Lukas Frytz          | Niemcy Hans Peter Hannighofer · Hannes Schenk · Henrik Bosse · Tim Becker | Holandia Dave Wesselink · Stephan Huis in 't Veld · Jelen Franjić · Janko Franjić         |
| 1.  | 19–21 grudnia 2024        | Innsbruck    | Czwórki mężczyzn (21.12.2024) | Niemcy Maximilian Illmann · Felix Dahms · Jörn Wenzel · Lukas Frytz          | Niemcy Hans Peter Hannighofer · Hannes Schenk · Henrik Bosse · Tim Becker | Stany Zjednoczone Kristopher Horn · Joshua Williamson · Hunter Powell · Boone Niederhofer |
| 2.  | 17–19 stycznia 2025       | Lillehammer  | Monoboby kobiet (17.01.2025)  | Maureen Zimmer                                                               | Patrícia Tajcnárová                                                       | Charlotte Candrix                                                                         |
| 2.  | 17–19 stycznia 2025       | Lillehammer  | Dwójki kobiet (18.01.2025)    | Niemcy Charlotte Candrix · Lena Brunnhübner                                  | Szwajcaria Inola Blatty · Noemi Beutler                                   | Niemcy Maureen Zimmer · Carolin Kupsch                                                    |
| 2.  | 17–19 stycznia 2025       | Lillehammer  | Dwójki kobiet (19.01.2025)    | Niemcy Charlotte Candrix · Mira Baus                                         | Szwajcaria Inola Blatty · Noemi Beutler                                   | Niemcy Maureen Zimmer · Carolin Kupsch                                                    |
| 2.  | 17–19 stycznia 2025       | Lillehammer  | Dwójki mężczyzn (17.01.2025)  | Niemcy Laurin Zern · Alexander Schaller                                      | Niemcy Tobias Dostthaler · Lukas Koller                                   | Niemcy Alexander Czudaj · Henrik Bosse                                                    |
| 2.  | 17–19 stycznia 2025       | Lillehammer  | Czwórki mężczyzn (18.01.2025) | Francja Romain Heinrich · Lionel Lefebvre · Nils Blairon · Antoine Afagbegee | Niemcy Alexander Czudaj · Adrian Lüdtke · Felix Dahms · Nino Vogel        | Niemcy Tobias Dostthaler · Tom Maywald · Simon Büthe · Nick Kocevar                       |
| 2.  | 17–19 stycznia 2025       | Lillehammer  | Czwórki mężczyzn (19.01.2025) | Niemcy Laurin Zern · Leon Schwöbel · Tim Becker · Alexander Schaller         | Niemcy Alexander Czudaj · Adrian Lüdtke · Felix Dahms · Nino Vogel        | Niemcy Tobias Dostthaler · Lukas Koller · Simon Büthe · Nick Kocevar                      |
| 3.  | 30 stycznia–1 lutego 2025 | Sigulda      | Monoboby kobiet (30.01.2025)  | Inola Blatty                                                                 | Patrícia Tajcnárová                                                       | Selina Isler                                                                              |
| 3.  | 30 stycznia–1 lutego 2025 | Sigulda      | Monoboby kobiet (31.01.2025)  | Inola Blatty                                                                 | Selina Isler                                                              | Patrícia Tajcnárová                                                                       |
| 3.  | 30 stycznia–1 lutego 2025 | Sigulda      | Monoboby kobiet (01.02.2025)  | Inola Blatty                                                                 | Selina Isler                                                              | Leanna García                                                                             |
| 3.  | 30 stycznia–1 lutego 2025 | Sigulda      | Dwójki mężczyzn (30.01.2025)  | Niemcy Maximilian Illmann · Lukas Koller                                     | Wielka Brytania Joshua Hudson · Jens Hullah                               | Rumunia Andrei Turea · Rareș Dincă · Łotwa Renārs Grantiņš · Mairis Kļava                 |
| 3.  | 30 stycznia–1 lutego 2025 | Sigulda      | Dwójki mężczyzn (31.01.2025)  | Niemcy Maximilian Illmann · Henrik Proske                                    | Łotwa Renārs Grantiņš · Edgars Ungurs                                     | Wielka Brytania Joshua Hudson · Jens Hullah                                               |
| 3.  | 30 stycznia–1 lutego 2025 | Sigulda      | Dwójki mężczyzn (01.02.2025)  | Niemcy Maximilian Illmann · Lukas Koller                                     | Łotwa Renārs Grantiņš · Edgars Nemme                                      | Rumunia Andrei Turea · Rareș Dincă ·                                                      |
| 4.  | 7–8 lutego 2025           | Altenberg    | Monoboby kobiet (07.02.2025)  | Kristen Bujnowski                                                            | Charlotte Candrix                                                         | Leona Klein                                                                               |
| 4.  | 7–8 lutego 2025           | Altenberg    | Dwójki kobiet (08.02.2025)    | Niemcy Diana Filipszki · Carolin Kupsch                                      | Niemcy Charlotte Candrix · Mira Baus                                      | Szwajcaria Inola Blatty · Noemi Beutler                                                   |
| 4.  | 7–8 lutego 2025           | Altenberg    | Dwójki mężczyzn (07.02.2025)  | Niemcy Laurin Zern · Alexander Schaller                                      | Niemcy Alexander Czudaj · Henrik Bosse                                    | Niemcy Tobias Dostthaler · Lukas Koller                                                   |
| 4.  | 7–8 lutego 2025           | Altenberg    | Czwórki mężczyzn (08.02.2025) | Niemcy Alexander Czudaj · Adrian Lüdtke · Henrik Bosse · Nino Vogel          | Niemcy Laurin Zern · Leon Schwöbel · Christoph Peth · Alexander Schaller  | Niemcy Moritz Bollmann · Max Barchewitz · Theo Hempel · Bastian Lanitz                    |
| 5.  | 21–23 lutego 2025         | Winterberg   | Monoboby kobiet (21.02.2025)  | Inola Blatty                                                                 | Charlotte Candrix                                                         | Maureen Zimmer                                                                            |
| 5.  | 21–23 lutego 2025         | Winterberg   | Dwójki kobiet (22.02.2025)    | Niemcy Leona Klein · Sydney Hollering                                        | Niemcy Diana Filipszki · Carolin Kupsch                                   | Szwajcaria Inola Blatty · Noemi Beutler                                                   |
| 5.  | 21–23 lutego 2025         | Winterberg   | Dwójki kobiet (23.02.2025)    | Niemcy Charlotte Candrix · Mira Baus                                         | Niemcy Leona Klein · Michaela Blanck                                      | Szwajcaria Inola Blatty · Noemi Beutler                                                   |
| 5.  | 21–23 lutego 2025         | Winterberg   | Dwójki mężczyzn (21.02.2025)  | Niemcy Maximilian Illmann · Felix Dahms                                      | Niemcy Hans Peter Hannighofer · Tim Becker                                | Niemcy Alexander Czudaj · Johannes Reuter                                                 |
| 5.  | 21–23 lutego 2025         | Winterberg   | Czwórki mężczyzn (22.02.2025) | Niemcy Maximilian Illmann · Henrik Proske · Eric Strauß · Lukas Frytz        | Niemcy Hans Peter Hannighofer · Hannes Schenk · Henrik Bosse · Tim Becker | Niemcy Alexander Czudaj · Adrian Lüdtke · Tim Kesseler · Nino Vogel                       |
| 5.  | 21–23 lutego 2025         | Winterberg   | Czwórki mężczyzn (23.02.2025) | Niemcy Maximilian Illmann · Henrik Proske · Felix Dahms · Lukas Frytz        | Niemcy Laurin Zern · Marvin Paul · Theo Hempel · Alexander Schaller       | Niemcy Alexander Czudaj · Adrian Lüdtke · Johannes Reuter · Nino Vogel                    |
| 6.  | 27–28 lutego 2025         | Sankt Moritz | Monoboby kobiet (27.02.2025)  | Charlotte Candrix                                                            | Leona Klein                                                               | Maja Voigt                                                                                |
| 6.  | 27–28 lutego 2025         | Sankt Moritz | Dwójki kobiet (28.02.2025)    | Niemcy Charlotte Candrix · Talea Prepens                                     | Niemcy Diana Filipszki · Carolin Kupsch                                   | Niemcy Leona Klein · Mira Baus                                                            |
| 6.  | 27–28 lutego 2025         | Sankt Moritz | Dwójki mężczyzn (27.02.2025)  | Niemcy Hans Peter Hannighofer · Joshua Tasche                                | Niemcy Maximilian Illmann · Lukas Koller                                  | Niemcy Laurin Zern · Alexander Schaller                                                   |
| 6.  | 27–28 lutego 2025         | Sankt Moritz | Czwórki mężczyzn (28.02.2025) | Niemcy Hans Peter Hannighofer · Hannes Schenk · Paul Hensel · Joshua Tasche  | Niemcy Maximilian Illmann · Henrik Proske · Eric Strauß · Lukas Frytz     | Niemcy Laurin Zern · Leon Schwöbel · Theo Hempel · Alexander Schaller                     |

## Klasyfikacje

### Monoboby kobiet
| Miejsce | Pilotka             | INN | LIL | SIG | SIG | SIG | ALT | WIN | STM | Punkty |
| ------- | ------------------- | --- | --- | --- | --- | --- | --- | --- | --- | ------ |
| 1.      | Inola Blatty        | DSQ | 4   | 1   | 1   | 1   | 6   | 1   | 4   | 760    |
| 2.      | Selina Isler        | 14  | 6   | 3   | 2   | 2   | 9   | 11  | 6   | 698    |
| 3.      | Charlotte Candrix   | 5   | 3   | —   | —   | —   | 2   | 2   | 1   | 534    |
| 4.      | Mica Moore          | —   | 9   | 7   | 8   | 6   | 13  | 15  | 11  | 508    |
| 5.      | Leanna García       | —   | 8   | 6   | 4   | 3   | 11  | 12  | —   | 498    |
| 6.      | Patrícia Tajcnárová | 10  | 2   | 2   | 3   | DNS | —   | 7   | —   | 478    |
| 7.      | Robin Post          | —   | 10  | 8   | 7   | 7   | 12  | —   | 14  | 440    |
| 8.      | Maja Voigt          | 17  | 5   | —   | —   | —   | 4   | 5   | 3   | 426    |
| 9.      | Simona De Silvestro | 12  | 7   | —   | —   | —   | 8   | 8   | 7   | 392    |
| 10.     | Georgeta Popescu    | —   | —   | 4   | 5   | 4   | 10  | —   | —   | 356    |
|         |                     |     |     |     |     |     |     |     |     |        |
| 27.     | Linda Weiszewski    | 9   | —   | —   | —   | —   | —   | —   | —   | 76     |
| 31.     | Nicole Magaj        | 23  | —   | —   | —   | —   | —   | —   | —   | 25     |

### Dwójki kobiet
| Miejsce | Pilotka             | INN | INN | LIL | LIL | ALT | WIN | WIN | STM | Punkty |
| ------- | ------------------- | --- | --- | --- | --- | --- | --- | --- | --- | ------ |
| 1.      | Charlotte Candrix   | 1   | 3   | 1   | 1   | 2   | 4   | 1   | 1   | 908    |
| 2.      | Inola Blatty        | 6   | 7   | 2   | 2   | 3   | 3   | 3   | DNS | 698    |
| 3.      | Diana Filipszki     | 7   | 6   | —   | —   | 1   | 2   | 4   | 2   | 608    |
| 4.      | Selina Isler        | 15  | 15  | 5   | 4   | 9   | 10  | 11  | 5   | 600    |
| 5.      | Simona De Silvestro | DSQ | 12  | 6   | 5   | 8   | 9   | 7   | 6   | 572    |
| 6.      | Lea Haslwanter      | 8   | 9   | —   | —   | 6   | 5   | 5   | 4   | 524    |
| 7.      | Leona Klein         | 11  | 8   | —   | —   | DNF | 1   | 2   | 3   | 480    |
| 8.      | Giada Andreutti     | 12  | 17  | —   | —   | 4   | 6   | 6   | 7   | 464    |
| 9.      | Patrícia Tajcnárová | 13  | 12  | 4   | 6   | —   | 8   | 9   | —   | 464    |
| 10.     | Maureen Zimmer      | 3   | 4   | 3   | 3   | —   | DNS | DNS | —   | 402    |
|         |                     |     |     |     |     |     |     |     |     |        |
| 17.     | Linda Weiszewski    | 4   | 2   | —   | —   | —   | —   | —   | —   | 206    |

### Kombinacja kobiet
| Miejsce | Pilotka             | Punkty |
| ------- | ------------------- | ------ |
| 1.      | Inola Blatty        | 1458   |
| 2.      | Charlotte Candrix   | 1442   |
| 3.      | Selina Isler        | 1298   |
| 4.      | Simona De Silvestro | 964    |
| 5.      | Patrícia Tajcnárová | 942    |
| 6.      | Diana Filipszki     | 916    |
| 7.      | Mica Moore          | 844    |
| 8.      | Leona Klein         | 828    |
| 9.      | Lea Haslwanter      | 824    |
| 10.     | Robin Post          | 764    |
|         |                     |        |
| 19.     | Linda Weiszewski    | 282    |

### Dwójki mężczyzn
| Miejsce | Pilot              | INN | LIL | SIG | SIG | SIG | ALT | WIN | STM | Punkty |
| ------- | ------------------ | --- | --- | --- | --- | --- | --- | --- | --- | ------ |
| 1.      | Maximilian Illmann | 1   | —   | 1   | 1   | 1   | —   | 1   | 2   | 710    |
| 2.      | Renārs Grantiņš    | 10  | 5   | 3   | 2   | 2   | —   | 6   | —   | 574    |
| 3.      | Jáchym Procházka   | 14  | 10  | 5   | 9   | 7   | 10  | 7   | —   | 536    |
| 4.      | Andrei Turea       | —   | —   | 3   | 4   | 3   | 7   | 16  | 9   | 508    |
| 5.      | Laurin Zern        | —   | 1   | —   | —   | —   | 1   | 4   | 3   | 438    |
| 6.      | Kilian Rohn        | —   | 15  | 9   | 5   | 4   | DNS | 14  | 15  | 424    |
| 7.      | Guo Yulu           | 23  | 13  | 8   | 6   | 9   | —   | 15  | 18  | 421    |
| 8.      | Alexander Czudaj   | —   | 3   | —   | —   | —   | 2   | 3   | 4   | 410    |
| 9.      | Jakub Zakrzewski   | 22  | 12  | 7   | 10  | 5   | —   | 12  | —   | 404    |
| 10.     | Chi Xiangyu        | 19  | 17  | 10  | 7   | 6   | —   | 21  | 17  | 400    |

### Czwórki mężczyzn
| Miejsce | Pilot                  | INN | INN | LIL | LIL | ALT | WIN | WIN | STM | Punkty |
| ------- | ---------------------- | --- | --- | --- | --- | --- | --- | --- | --- | ------ |
| 1.      | Alexander Czudaj       | —   | —   | 2   | 2   | 1   | 3   | 3   | 4   | 640    |
| 2.      | Laurin Zern            | —   | —   | 5   | 1   | 2   | 4   | 2   | 3   | 630    |
| 3.      | Jan Scherrer           | 12  | 15  | 7   | 7   | 8   | 9   | 9   | 9   | 592    |
| 4.      | Maximilian Illmann     | 1   | 1   | —   | —   | —   | 1   | 1   | 2   | 590    |
| 5.      | Nils Reich             | 15  | 10  | 5   | 6   | —   | 6   | 7   | 5   | 568    |
| 6.      | Hans Peter Hannighofer | 2   | 2   | —   | —   | —   | 2   | 4   | 1   | 546    |
| 7.      | Jáchym Procházka       | 10  | 11  | 8   | 8   | 10  | 13  | 11  | —   | 500    |
| 8.      | Tobias Dostthaler      | 4   | 5   | 3   | 3   | 4   | —   | —   | —   | 488    |
| 9.      | Renārs Grantiņš        | 13  | 7   | 13  | 5   | —   | 10  | 8   | —   | 448    |
| 10.     | Moritz Bollmann        | 9   | 14  | 4   | 4   | 3   | —   | —   | —   | 426    |
|         |                        |     |     |     |     |     |     |     |     |        |
| 20.     | Jakub Zakrzewski       | 19  | 19  | 14  | 13  | —   | 14  | DNS | —   | 246    |

### Kombinacja mężczyzn
| Miejsce | Pilot                  | Punkty |
| ------- | ---------------------- | ------ |
| 1.      | Maximilian Illmann     | 1300   |
| 2.      | Laurin Zern            | 1068   |
| 3.      | Alexander Czudaj       | 1050   |
| 4.      | Jáchym Procházka       | 1036   |
| 5.      | Renārs Grantiņš        | 1022   |
| 6.      | Nils Reich             | 912    |
| 7.      | Hans Peter Hannighofer | 886    |
| 8.      | Jan Scherrer           | 862    |
| 9.      | Kilian Rohn            | 808    |
| 10.     | Tobias Dostthaler      | 802    |
|         |                        |        |
| 14.     | Jakub Zakrzewski       | 650    |